# Цербер (полукълбо)
Вижте пояснителната страница за други значения на Цербер.
Цербер е част от географията на Марс. Отговаря на територия около ширина: 20° на юг и 55° на север и дължина: 150° до 230°.
Важни особености на релефа попадащи в полукълбо Цербер са Амазонис Планиция, Цербер и Утопия Планиция.